# Jan Tesař (atlet)
Jan Tesař (* 26. března 1990 Brandýs nad Labem) je český atlet, reprezentant v běhu na 400 m a ve štafetách na 4 × 400 metrů. Je dvojnásobným mistrem ČR a také dvojnásobným halovým českým šampionem. Spolu s Danielem Němečkem, Patrikem Šormem a Pavlem Maslákem drží český halový rekord ve štafetě na 4 × 400 m.

## Osobní rekordy

### Dráha
- běh na 400 metrů – 45,73 s – 10. července 2015, Kwangdžu
- běh na 400 metrů překážek – 49,89 s – 28. srpna 2019, Brno

### Hala
- běh na 400 metrů – 46,21 s – 22. února 2015, Praha

### Národní štafetové rekordy
- štafeta 4 × 400 m (hala) – 3:04,09 min – 8. března 2015, Praha